# 金崎宮
金崎宮（かねがさきぐう）は、福井県敦賀市にある神社である。建武中興十五社の一社で、旧社格は官幣中社である。
主祭神の一人である尊良親王とその妻の恋愛伝説や（御匣殿 (西園寺公顕女)を参照）、明治40年代（1900年代 - 1910年代ごろ）に始まった花換祭の風習により、「恋の宮」の別名でも知られている。

## 概要
当地にあった金ヶ崎城址の麓にある。恒良親王と尊良親王を祭神とする。約1000本のソメイヨシノがあり桜の名所として知られている。4月1日～15日には神事・花換まつりが行われる。天筒山の北面にあり、周辺は金ヶ崎緑地として整備されていて、山麓から本神社を通り山頂に到る遊歩道が整備されている。

## 歴史
恒良親王と尊良親王は、足利尊氏の入京により北陸落ちした新田義貞、および氣比神宮の大宮司に奉じられて金ヶ崎城に入ったが、足利勢との戦いにより敗死した。
明治23年（1890年）、尊良親王を祀る官幣中社金崎宮が金ヶ崎城址に創立された。明治25年（1892年）には恒良親王が合祀され、明治26年（1893年）、現在地に社殿が竣工して遷座した。
1933年（昭和8年）10月30日、福井県で行われた陸軍特別大演習終了後、県内を巡幸した昭和天皇が行幸。

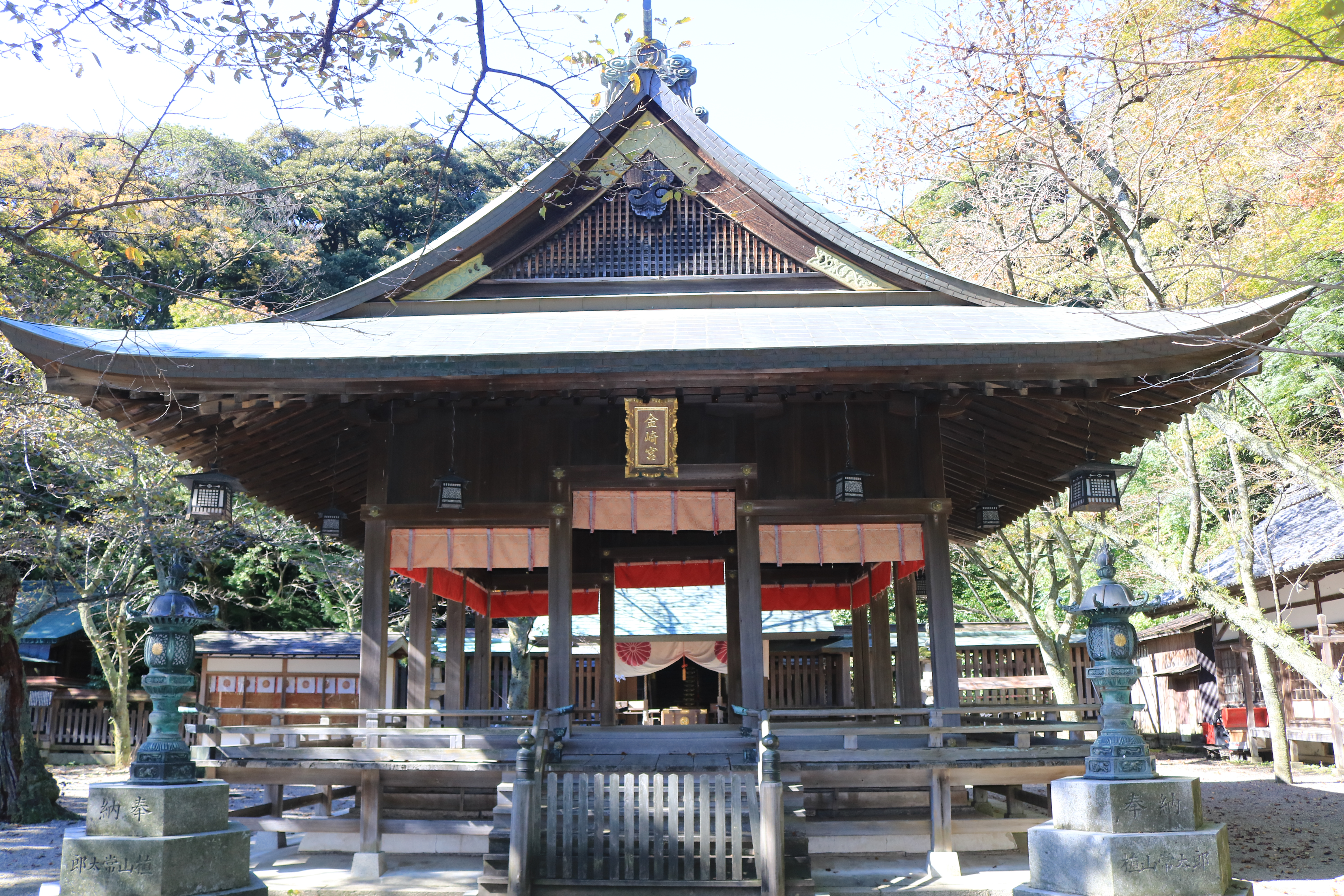
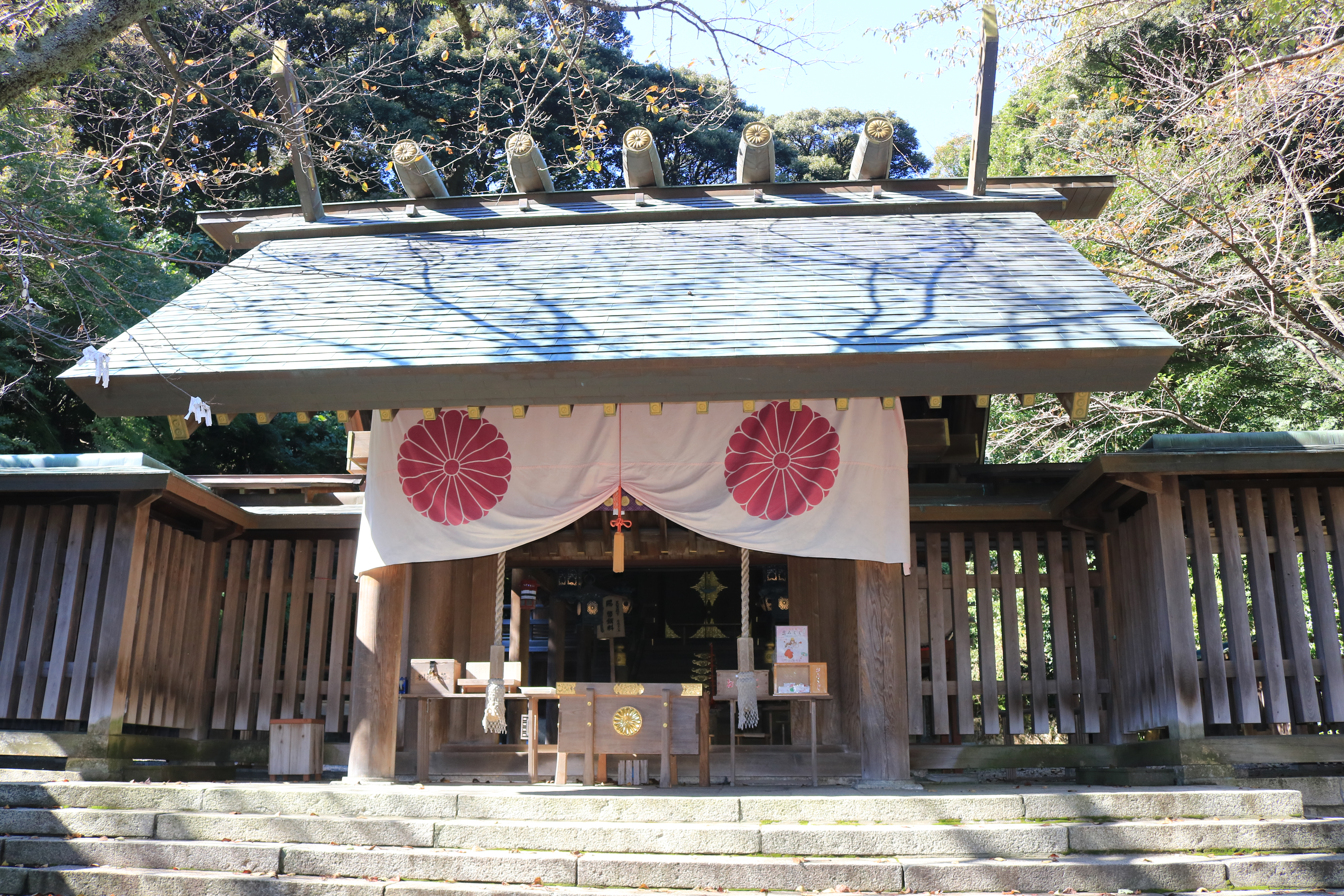

## 絹掛神社（摂社）
明治30年10月19日、社号を金崎宮摂社絹掛神社として御鎮座祭が執り行われた。 藤原行房卿、新田義顕卿、気比氏治命、気比斎晴命、瓜生保命、瓜生義鑑命、里見時成命、里見義氏命 、由良具滋命、長浜顕寛命、武田与一命などの将士が祀られている。

## 所在地
福井県敦賀市金ヶ崎町1-1

## 交通アクセス
- 北陸本線・北陸新幹線・小浜線・ハピラインふくい線 敦賀駅から徒歩で約35分。
- 敦賀駅からコミュニティバス「ぐるっと敦賀周遊バス（観光ルート）」で「金崎宮」停留所下車、徒歩4分。

## 周辺情報
- 敦賀港 - 金ヶ崎緑地 - きらめきみなと館 - 旧敦賀港駅舎 - 赤レンガ倉庫 - 洲崎の高灯籠
- 敦賀市立博物館
- みなとつるが山車会館
- 紙わらべ資料館
- 天満神社
- 氣比神宮
- 気比松原 - 西へ約2.0km

## 関連図書
- 安津素彦・梅田義彦編集兼監修者『神道辞典』神社新報社、1968年、21頁
- 白井永二・土岐昌訓編集『神社辞典』東京堂出版、1979年、100頁